# Heidenreich Droste zu Vischering (Drost, 1580)

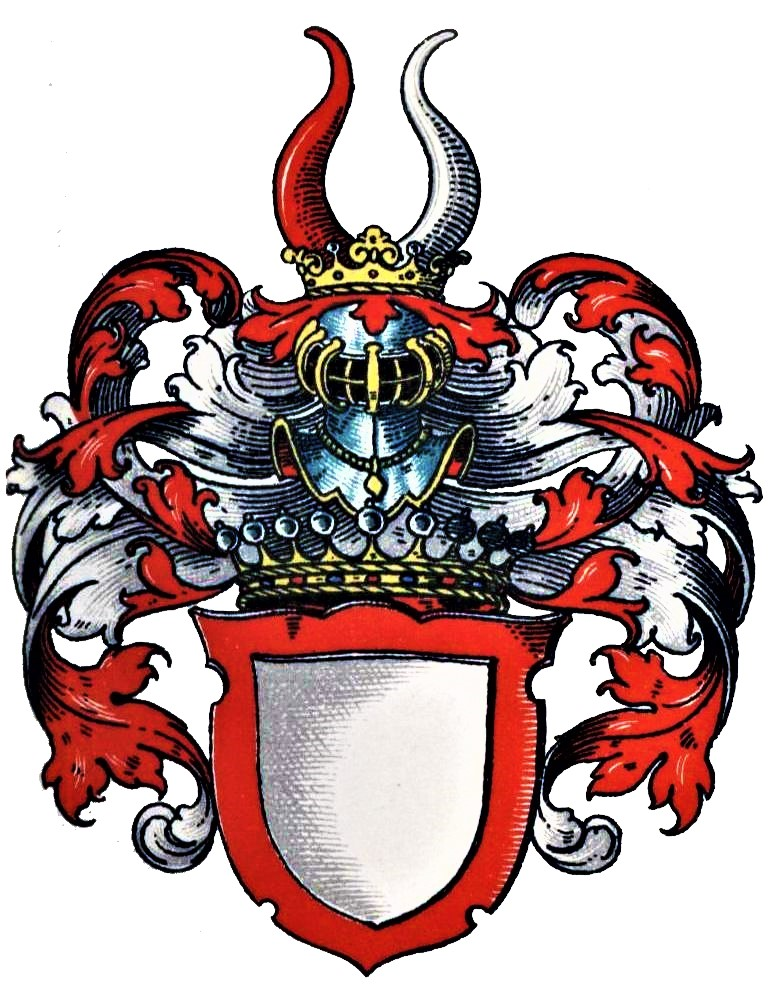
Wappen von Droste

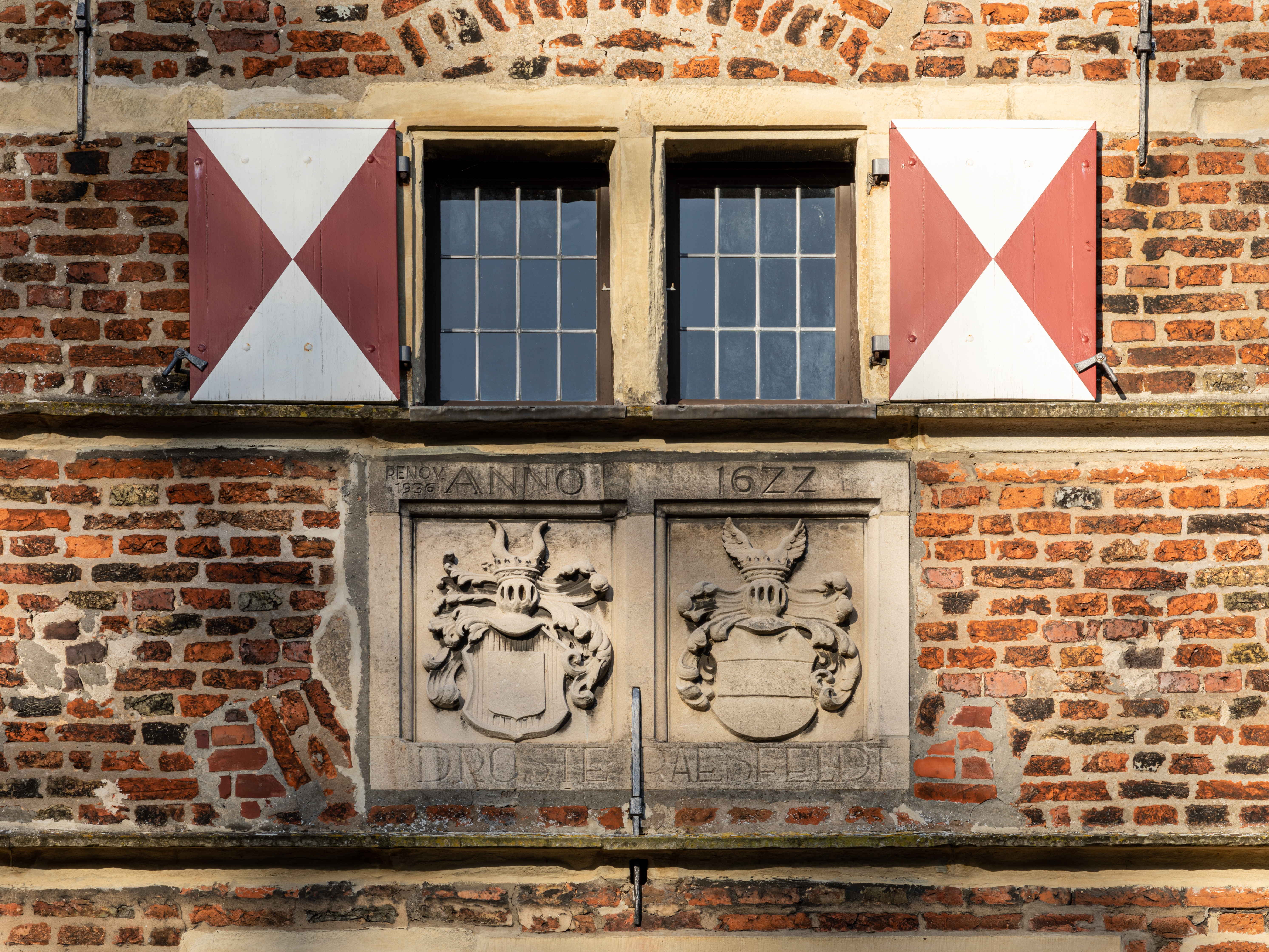
Wappen von Burg Vischering

Heidenreich Droste zu Vischering (* 1580; † 1643 in Ahaus) war Amtsdroste in Ahaus und Horstmar.

## Leben

### Herkunft und Familie
Heidenreich wuchs als Sohn der Eheleute Heidenreich Droste zu Vischering und Cornelia von Ketteler zu Hovestadt in einer der ältesten und bedeutendsten westfälischen Adelsfamilien im Hochstift Münster auf, aus der mehrere katholische Amts- und Würdenträger sowie die Erbdrosten hervorgingen. Sein Bruder Adolf Heinrich war Dompropst, Gottfried war Domkantor.
Er heiratete am 1. Oktober 1612 Margarethe von Raesfeld zu Romberg. Aus der Ehe sind die Söhne Heidenreich, Goswin, Gottfried und Adolf Heinrich (Domherr, * 1616, † 1666) hervorgegangen.

### Beruflicher Werdegang
Heidenreich trat wie sein Vater vom Luthertum zur katholischen Kirche über. Sie waren treue Parteigänger der Bischöfe Ernst von Bayern und Ferdinand von Bayern. Er ging am 1. Mai 1599 nach Rom zum Studium am Collegium Germanicum. Über mehrere Jahre studierte er auch in Münster und Würzburg und wurde am 19. Juni 1603 als Domherr in Münster emanzipiert. Er resignierte und gründete eine Familie. Am 29. April 1616 wurde er als Drost der Ämter Ahaus und Horstmar bestallt, abermals am 29. September 1620. Er starb im Jahre 1643 und wurde von seinem Sohn Heidenreich im Amt abgelöst.